# سرب الحمام (فلم)
سرب الحمام عرض في السينما بتاريخ 22 فبراير 2018م.
تدور أحداث الفيلم في إطار درامي حول عدد من القيم الإنسانية والمفاهيم الوطنية، حيث يتعرض الفيلم لما حدث لمقر إحدى مجموعات المقاومة الكويتية أثناء الهجوم البري لقوات التحالف لتحرير الكويت، حيث علمت الاستخبارات العراقية بمكان هذه المجموعة وحاصروه، لتجد هذه المجموعة نفسها أمام خيارين لا ثالث لهما إما القتال أو الاستسلام.
إخراج: رمضان خسروه (مخرج)، تأليف: لطيفة الحمود (سيناريو وحوار) خالد الشطي (سيناريو وحوار)

## طاقم العمل
- داود حسين
- جمال الردهان
- بشار الشطي
- بدر الشعيبي
- عبد الناصر الزاير
- أحمد إيراج
- فهد العبد المحسن